# Araporã
Araporã é um município brasileiro do interior do estado de Minas Gerais. Sua população estimada em 2024 pelo Instituto Brasileiro de Geografia e Estatística (IBGE) era de 8.935 habitantes. Araporã encontra-se na região norte do Triângulo Mineiro, a 125 km de Uberlândia e 700 km da capital Belo Horizonte. Além disso, fica a 1 km de Itumbiara, em Goiás, e a 400 km de Brasília, no Distrito Federal.
Araporã possuía, em 2015, o maior PIB per capita do estado de Minas Gerais, devido a presença de uma grande usina hidrelétrica no município.

## História
João Batista da Costa e sua esposa Maria Rosa Batista, foram os primeiros moradores do local, em uma  fazenda chamada Córguinho. Ali surgiu a Companhia Mineira Auto Viação Intermunicipal, famosa pelo  engenho de pinga da Caninha Alvorada ou Caninha Para Tudo. Mudou o nome para Alvorada e distrito de Tupaciguara em 1939. Emancipada em: 27 de abril de 1992 de acordo com LEI 10.704 e desmembrado do município de Tupaciguara.
Araporã é um termo proveniente do tronco tupi-guarani, da junção de "Ára" (dia, sol, tempo) + Porã (bom), e pode significar "dia belo", "sol belo" ou "tempo belo".

## Geografia
A área do município, segundo o Instituto Brasileiro de Geografia e Estatística (IBGE), é de 295,837 quilômetros quadrados. Destes, 0,3682 km² constituem a zona urbana e os 292,155 quilômetros quadrados restantes constituem a zona rural. Situa-se na Mesorregião do Triângulo Mineiro e Alto Paranaíba e na Microrregião de Uberlândia, na divisa com o estado de Goiás, estando na latitude de 18º26’10” Sul e longitude de 49°11’06” Oeste.

### Limites
Araporã limita-se com três municípios do estado de Minas Gerais e um município do estado de Goiás. Os limites territoriais de Araporã foram definidos pela Lei Estadual nº 10704, de 27 de abril de 1992, sendo a mesma que criou o município. Conforme esta, fica determinado os seguintes limites territorais: Com o município de Centralina ao sul e sudeste; Monte Alegre de Minas, ao leste; Tupaciguara a leste; e com o estado de Goiás, através do município de Itumbiara, ao oeste.
Os limites entre Araporã e Centralina iniciam-se no rio Piedade, mais precisamente na foz do ribeirão Passa-Três, seguindo do rio até sua foz no rio Paranaíba. Com Monte Alegre de Minas, os limites territoriais começam no ribeirão Sucuri, até sua foz no rio Piedade, nas proximidades do córrego Lajeado. Já com Tupaciguara, a divisa municipal é delimitada no rio Paranaíba, na foz do córrego do Bálsamo, seguindo até o ribeirão Sucuri, que marca o fim dos limites entre os dois municípios.
O rio Paranaíba serve como principal meio de delimitação da área de Araporã com o município de Itumbiara, no estado de Goiás. O limite entre os dois municípios se inicia no rio Piedade, seguindo até a foz do córrego do Bálsamo, através da divisa interestadual.

### Hidrografia
18º 26' 10" S	49º 11' 06" W
- Rio Paranaíba
- Ribeirão Piedade
- Ribeirão Passa Três

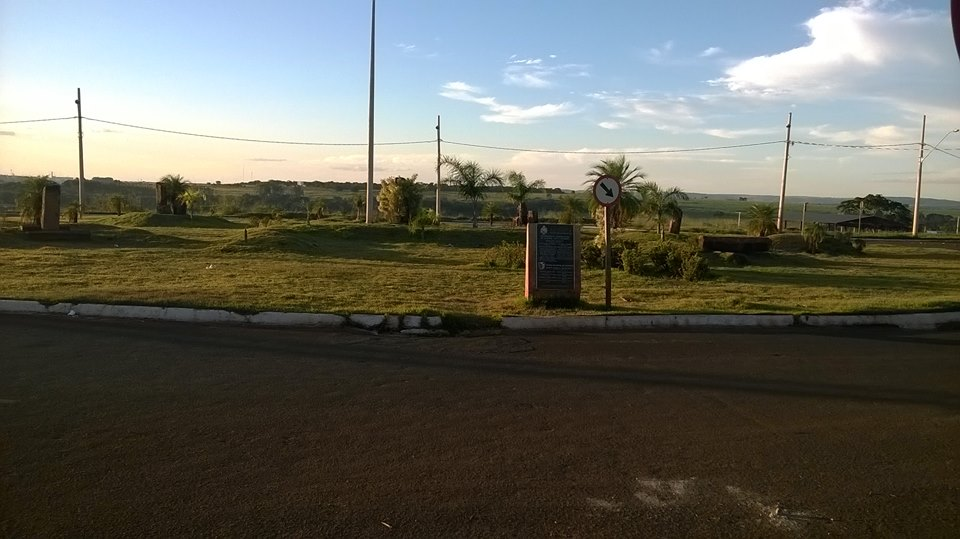
Área verde em Araporã
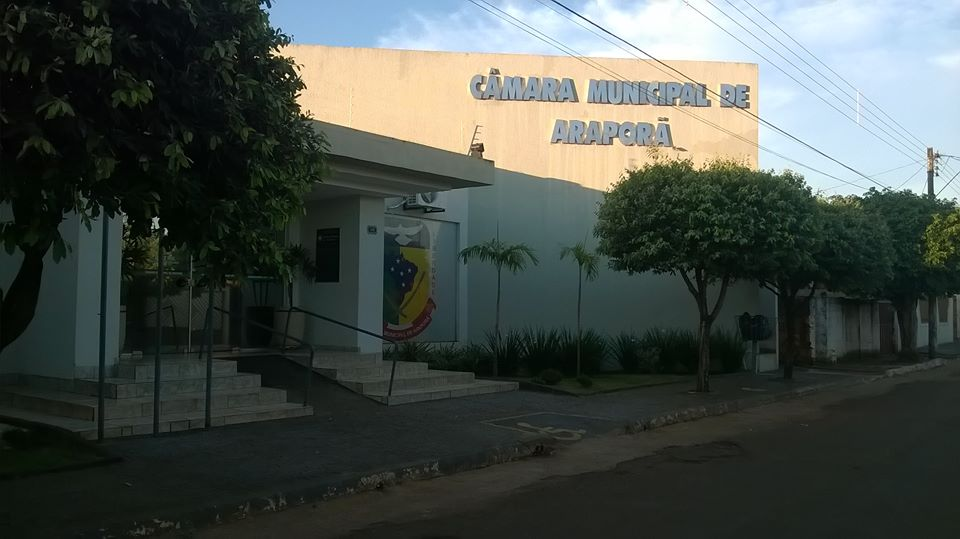
Câmara Municipal de Araporã
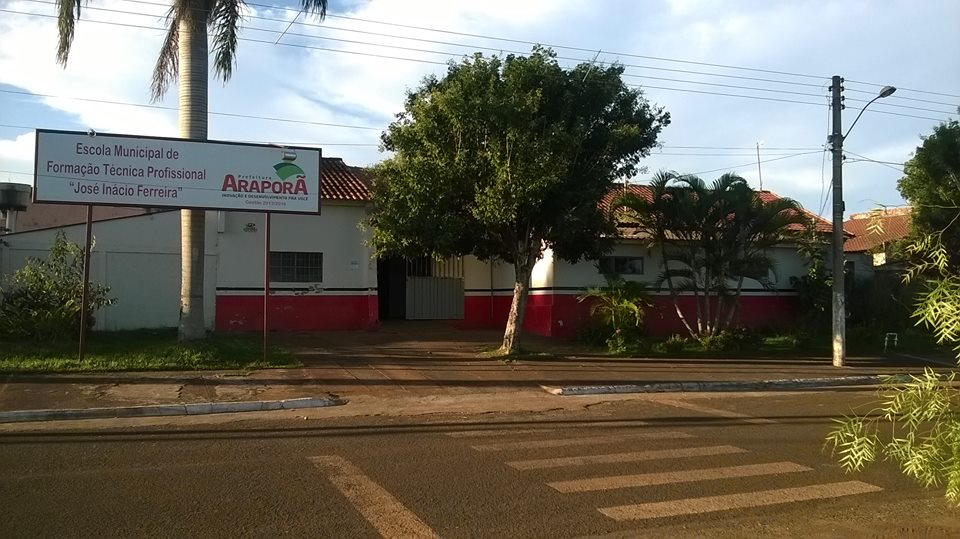
Escola Municipal José Inácio Ferreira
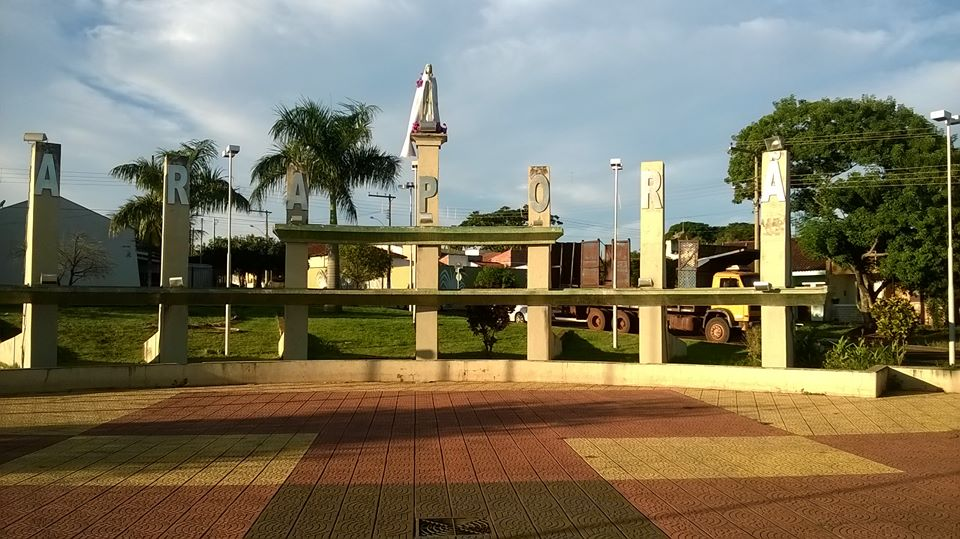
Monumento na entrada da cidade
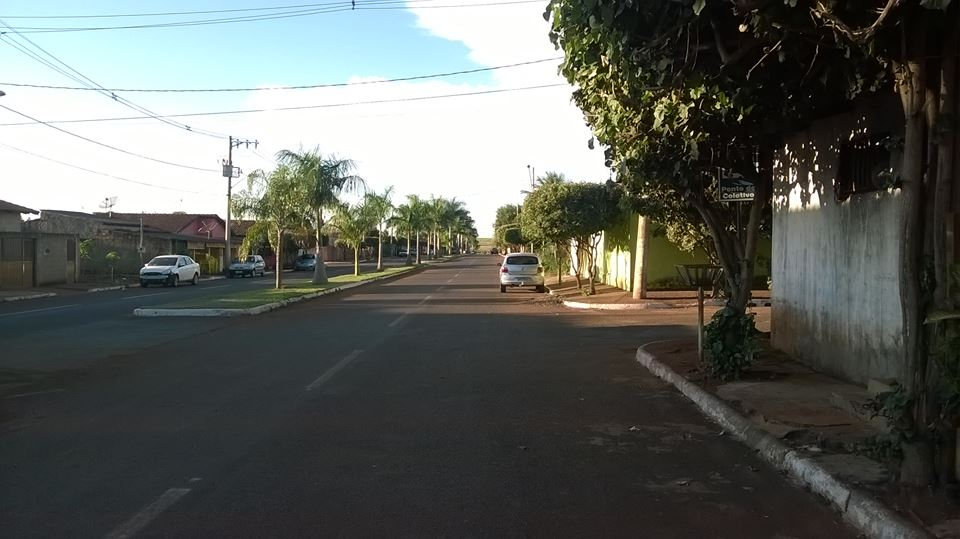
Avenida Azôr Marques de Oliveira, no centro de Araporã
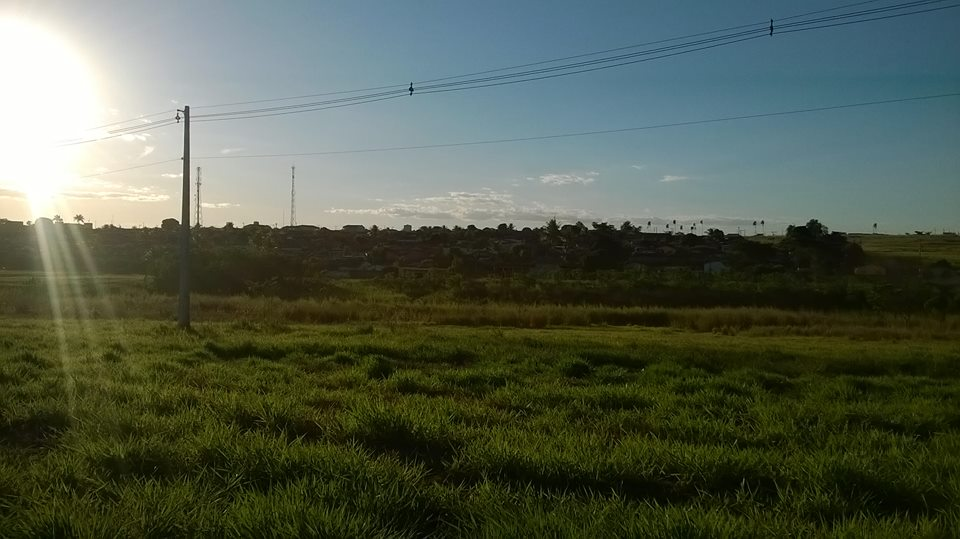
Vista parcial do bairro Alvorada
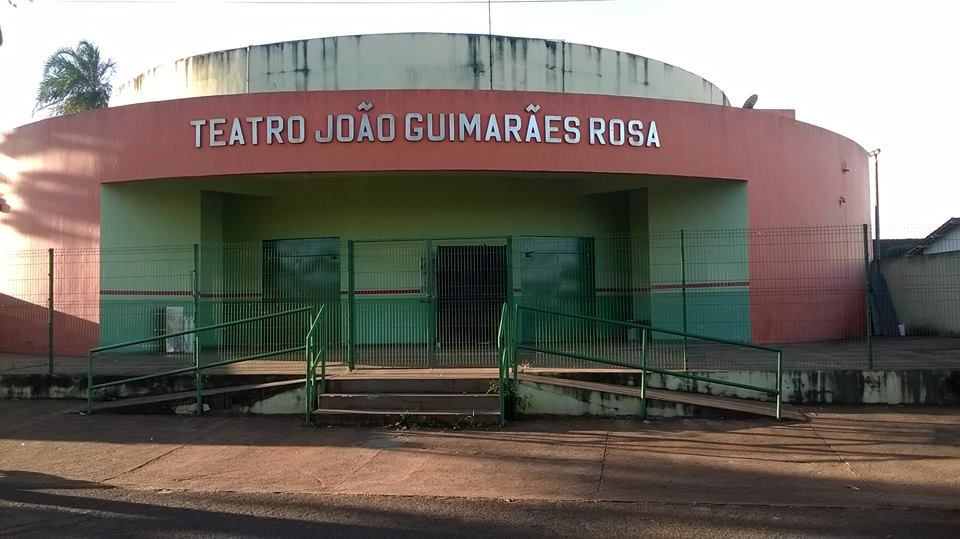
Teatro João Guimarães Rosa
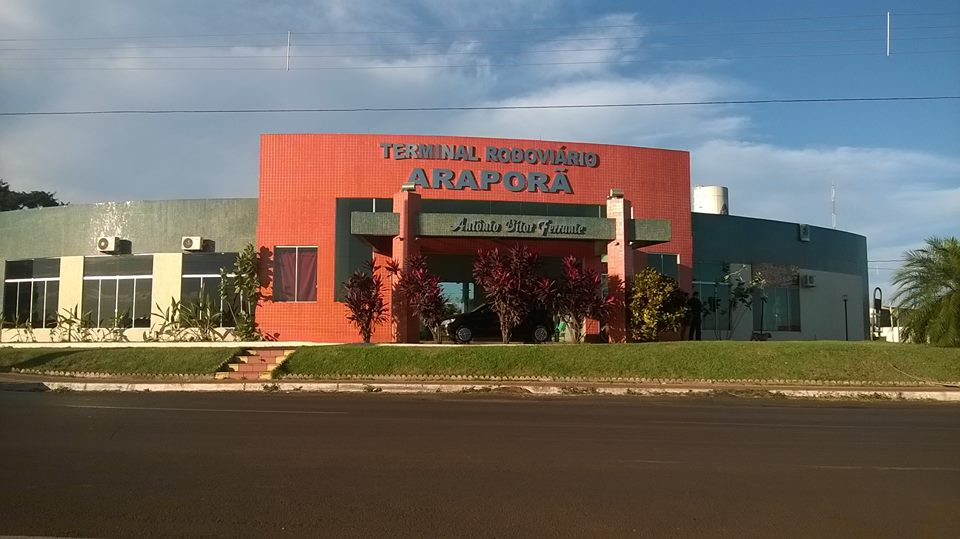
Terminal rodoviário
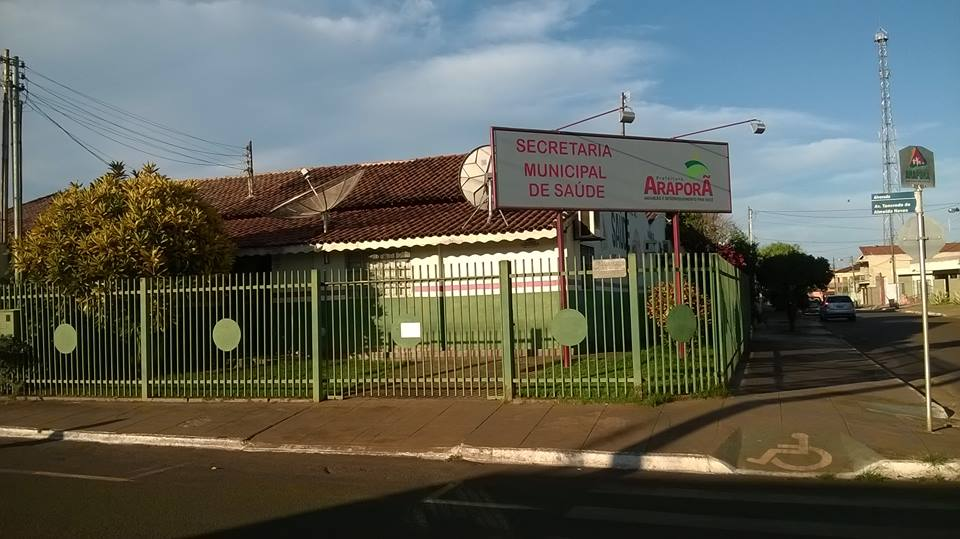
Secretaria municipal de Saúde
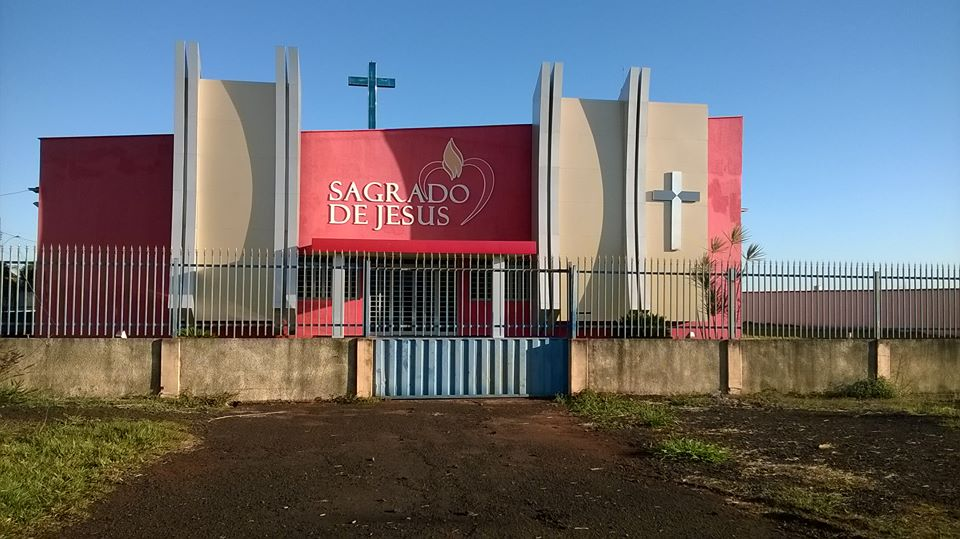
Igreja Católica Sagrado Coração de Jesus